# Ammoni el Monjo
Ammoni (en grec antic: Ἀμμώνιος; en llatí: Ammonius) fou un monjo grecoegipci del segle iv. Fou un dels anomenats el «quatre grans germans» (per la seva altura), deixebles de Pambo, el monjo del desert de Nítria. Va estudiar religió i el 339-341 va acompanyar a Sant Atanasi d'Alexandria a Roma. El 371 Pere II d'Alexandria va succeir a Atanasi i aviat va haver de fugir davant les persecucions dels arrians, i Ammoni es va retirar a Palestina i va veure els patiments dels monjos del Sinaí (377) i d'altres de la costa de la mar Roja. Sobre això va escriure més tard, quan va retornar a Egipte. Fou traduït al grec per un sacerdot de Nàucratis anomenat Joan i l'obra es coneix sota el nom llatí de Christi Martyrum Electi triumphi.